# Hévíz (jezioro)
Hévíz (węg. Hévízi-tó; właściwie jezioro Gyógy, węg. Gyógy-tó) – największe naturalne jezioro termalne w Europie, zlokalizowane w mieście Hévíz, w południowo-zachodnich Węgrzech (komitat Zala), kilka kilometrów na zachód od krańca jeziora Balaton.
Powierzchnia jeziora wynosi 4,75 ha, głębokość do 38,5 metra, temperatura wody waha się od 24°C zimą do 36°C latem. Akwen jest zasilany przez źródło z wodą o temperaturze 39,8°C i wydajności 410 litrów na sekundę. Wysoka temperatura wody umożliwia uprawę tropikalnych lilii wodnych, sprowadzonych w XIX wieku z Indii.
Woda jeziora wykazuje działanie lecznicze, znane już za czasów rzymskich. W XIX wieku, w usytuowanym nad jeziorem miasteczku Hévíz utworzono popularne uzdrowisko. Na dnie jeziora znajduje się torf oraz borowiny wydobywane do celów leczniczych.